# Euryparasitus pagumae
Euryparasitus pagumae är en spindeldjursart som beskrevs av Ishikawa 1988. Euryparasitus pagumae ingår i släktet Euryparasitus och familjen Ologamasidae. Inga underarter finns listade i Catalogue of Life.